# Кућа у Бачком Петровцу
Кућа у Бачком Петровцу је подигнута половином 18. века, као типична панонска кућа од набоја, представља старију фазу њеног развоја на прелазу од укопаног ка надземном објекту. Представља непокретно културно добро као споменик културе од изузетног значаја.

## Изглед куће
Кућа је подигнута је по досељењу Словака, у старом делу села званом Рацки крај. Грађена је од набоја, делом укопана, двосливног крова покривеног трском, наглашено испуштене стрехе дуж подужне, дворишне стране. Кућа је троделна, са распоредом просторија у низу: соба, „кућа“, соба. Централна просторија је у улози ходника и кухиње, као комуникативно средиште преко којег се остварује веза свих просторија међусобно и са спољном средином, док је други њен део – подоџак – у улози кухиње. У њему је сачувано отворено огњиште са банком, а у собама зидане пећи ложене из подоџака. Подови у целој кући су од набијене земље.
Данас се у њој налази завичајни музеј опремљен предметима из старих словачких домаћинстава. Темељни санационо-конзерваторски радови обављени су 1967. и 1968, са делимичном обновом 1992. године. И поред тога у лошем је стању док је део дворишних објеката срушен.